# Michael Quasthoff
Michael Quasthoff (* 9. Dezember 1957 in Hildesheim; † 5. November 2010) war ein deutscher Journalist.

## Leben
Quasthoff studierte in Hannover Germanistik und schloss daran ein Volontariat bei der Neuen Presse an. Später übernahm er die Chefredaktion des Stadtmagazins Prinz und wurde Ende der 1990er Jahre Pressesprecher des Sprengel Museums Hannover. In seinen letzten Lebensjahren war er Redakteur des hannoverschen Regionalbüros der Tageszeitung taz, für die er auch fester Autor der Satireseite „Die Wahrheit“ war. 
Von 1993 bis zu seinem Tod an Krebs 2010 war er gemeinsam mit Dietrich zur Nedden Kopf der literarisch-satirischen Bühnenshow Fitz-Oblong-Show in Hannover.
Der Bassbariton Thomas Quasthoff ist der jüngere Bruder von Michael Quasthoff.

## Schriften
- mit Thomas Quasthoff: Die Stimme. Ullstein Verlag, Berlin 2004, 336 S., ISBN 3-550-07590-1, Autobiografie von Thomas Quasthoff.
- mit Dietrich zur Nedden: Pfeifen! Vom Wesen des Schiedsrichters, Zu Klampen, Springe 2006, ISBN 3-934920-84-5.